# Olaz
Olaz (Olatz Txipia en euskera) es una localidad española y un concejo de la Comunidad Foral de Navarra perteneciente al municipio del Valle de Egüés. Su población en 2014 fue de 725  habitantes (INE).

## Geografía
Olaz dista de Pamplona escasos 6 km, distancia que en realidad se vio reducida a nada desde que Mendillorri pasó a ser uno más de los barrios de Pamplona. Se sitúa próximo a la ronda Este, cerca del centro comercial Itaroa. Las poblaciones más cercanas son Burlada, que está a tan sólo 1,4 km, Badostáin (1,9 km) y Huarte (1,9 km)

## Personajes ilustres
En el Tour de Francia 1996 se realizó la salida de competición de la 18.ª etapa desde esta localidad, al ser el lugar de residencia de Miguel Induráin. El trayecto partía en salida neutralizada desde Pamplona.

## Historia
Es bastante probable que Olaz fuera un lugar de señorío realengo. De hecho, en 1367 está documentado que el rey Carlos II vendió su molino harinero a Juan Ruiz de Aibar a quien Carlos III cedió a perpetuidad los derechos sobre los impuestos que Olaz debía a la corona. En el siglo XIV existió en el pueblo un palacio perteneciente a los reyes de Navarra que fue vendido junto con el molino al mismo comprador por 1000 francos de oro. A mediados del siglo XV Navarra se vio envuelta en un período de guerras civiles y dicho castillo cambió de manos ya que el rey Juan de Labrit lo cedió a su tesorero Johan del Bosquet en contra de su legítimo señor, Gracián de Beaumont, por haberle sido este último desleal en las contiendas

## Comunicaciones
| Eskualdeko Hiri Garraioa/Transporte Urbano Comarcal |       |                          |
| Inicio                                              | Línea | Fin                      |
| Bianako Printzea/Príncipe de Viana                  | 20    | Gorraitz                 |
| Kordobila/Cordovilla                                | 23    | Olloki                   |
| Nafarroako Gorteak/Cortes de Navarra                | N5    | Uharte/Huarte - Gorraitz |
| Taxi Iruñerria                                      |       |                          |
| Zona                                                | A     | A                        |
| Estaciones                                          |       |                          |

## Iglesia
La iglesia parroquial de San Pedro, patrono del pueblo, es de origen medieval y lo más notable de ella es su retablo mayor de estilo barroco (segunda mitad del siglo XVII) junto con tres pinturas sobre lienzo que se conservan en el sotocoro. La más notable es un San Francisco Javier (cuya familia curiosamente cayó en desgracia por apoyar a la dinastía Labrit) del siglo XVIII de un colorido y composición bastante originales. En honor de San Pedro, de quien existe una talla de gran calidad en el retablo mayor de la iglesia, Olaz celebra sus fiestas patronales el 29 de junio.

## Deporte

### Instalaciones deportivas
En su término se ha construido el polideportivo municipal del Valle de Egüés, que dispone de las siguientes instalaciones: piscinas cubiertas, zona de relax, gimnasio, sala de musculación, frontón cubierto, pistas de pádel, un globo donde se puede jugar al tenis, fútbol sala y baloncesto. Cuenta además con un servicio de socorrista y botiquín, monitores y cursillos. Desde su inauguración en 1998 el polideportivo se ha convertido en uno de los centros de encuentro y convivencia de los vecinos del valle y, a la vez que cubre las necesidades de ocio y esparcimiento de la zona, eminentemente residencial, promueve la vida social del valle.

### Competiciones de interés
En esta localidad se celebra habitualmente cada 31 de diciembre la carrera popular de San Silvestre Valle de Egüés - Eguesibarko Silbestre Deuna.

## Demografía
| Gráfica de evolución demográfica de Olaz entre 2000 y 2023 |
|                                                            |
| Datos según el nomenclátor publicado por el INE.           |